# Hatsted
Hatsted (dansk) eller Hattstedt (tysk) er en landsby og kommune i det nordlige Tyskland under Kreis Nordfriesland i delstaten Slesvig-Holsten. Byen ligger på gesten få kilometer nord for Husum i Sydslesvig.
På byens møllebakke Mikkelberg findes endnu resterne af en hollandsk mølle bygget i 1710. Mikkelberg er henholdsvis oldnordisk og gammeldansk og betyder stor bjerg. Mikkelberg huser nu Nordisk center for kunst og cricket med skiftende kunstudstillinger. Det er især Sydslesvigsk Museumforening og Husum Cricket Klub, som har til huse her.
Kommunen samarbejder på administrativt plan med andre kommuner i Nordsø-Trene kommunefællesskab (Amt Nordsee-Treene).
I den danske periode hørte landsbyen under Hatsted Sogn (Sønder Gøs Herred).

## Historie
Hatsted nævnes første gang op i skriftlige kilder i Kong Valdemars Jordebog 1231, hvor den angives som patrimonium (kongeligt arvegods). Kirkens ældste dele er opført i tegl og udgøres af apsis, kor og skib. Den er opført i 1100-tallet, og den oprindelige kirke var ikke meget større end kirkerne i Olderup, Hjoldelund, Trelstrup og Svesing, men i 1240 kaldes den ecclesia, sognekirke, i modsætning til capella, kapel. I 1200-tallet fik den et nyt skib, i samme stil og også af tegl, men lige så stort som skibene i herredskirkerne Mildsted og Breklum. Det oprindelige skib blev stående og anvendt som nyt kor. Kirkens døbefont er lavet af kalksten og indført fra Gotland. Disse forhold afspejler måske kirkens tilhørsforhold til den danske konge.
Ved stormfloden 1362 (Den Store Manddrukning) blev en stor del af marsklandet vest for byen oversvømmet.
Allerede i 1400-tallet begyndte man at inddige koge ved Hatsted. Allerede i 1413 nævntes adeligt gods i Hatsted Marsk, og 1438 nævntes flere gårde. Omkring 1478 blev områderne nord for Arlåen inddigede, så Hatsted Marks område blev udvidet med et stykke kaldet Hatsted gamle kog. En Hatsted ny kog (Porrekog) blev koncessioneret i 1496. Daværende hertug Frederik tillod, at halliger og opkastet land uden for Hatsted marsk blev inddiget af indbyggerne i Hatsted og fra Skobøl Sogn, idet han forbeholdt sig 20 demat til eget brug samt 3 lybske skillinger af hver inddiget demat.
Da Husum efterhånden udviklede sig til en flække, begyndte folk fra Hatsted at søge hertil for at handle, og Hatsred omtaltes således i regnskaberne fra 1496 på linje med bønder fra Ejdersted, Enge i Kær Herred samt Ditmarsken. I 1504 omtaltes en mand fra Hatsted som fortoldede 11 foler i Husum.

### Retskredsen
I 1438 havde byen 46 gårde, i 1542 44 gårde. Det forholdsvis store antal gårde har formentlig medvirket til, at området allerede i 1200-tallet var blevet udskilt som et eget birk, Hatsted Mark, i perioder med egen foged og i andre perioder forenet med Husum og Sønder Gøs herreds fogeder. Det kongelige birk i Hatsted udviklede sig med tiden til Hatsted Herred. I 1570 nævntes Hatstedtermark sammen med Sønder Gøs Herred, Husum flække og Lundenberg Herred som et særskilt retsområde. I 1588 nævntes Hatsted Birk som omfattende Hatsted Sogn og Skobøl Sogn. Fra 1640'erne og 1650'erne kendes domme afsagt af "vi 12 herredsbønder i Hatsted". En galgebakke fandtes syd for byen. Hatsteds kirkes døbefont, støbt af bronze i 1647, er skænket af Harre Wolbersen til minde om hans hustru Inge Harrens og hans svigerfader Knudt Boiengh "fordum høvedsmand og fændrik for dette Hatsted herred".

### Frisisk sprogs fremtrængen
I bogen "De cataclysmo Nordstrandico" fra 1623 af Mattias Boetius om en af 1600-tallets stormfloder oplyses, at friserne fra Ejdersted og de nordfrisiske øer bosatte sig "på fastlandets yderste rand, og enten opbyggede eller efterhånden bemægtigede sig Bredsted, Hatsted, Skobøl, Mildsted, Rødemis, Rantrum og andre distrikter langs kystranden." På dette tidspunkt må der således være talt frisisk i Hatsted. Omkring år 1500 var der ifølge skattelister i Hatsted sogn 117 af 135 med frisiske navne, så det frisiske sprogs fremtrængen skal måske ses i lyset af omflytning som følge af stormfloder.
I 1709 skattede Hatsted af 21 plove fordelt på 121 familier. Byens landbrug bestod i 101 tilfælde af en længe, 17 havde tillige en lade, 1 to lader og 2 tre lader.
Omkring midten af 1800-tallet havde byen kirke, to præstegårde, skole, tre kroer, fattighus og vindmølle.